# Ronde van Frankrijk 2019/Vierde etappe
De vierde etappe van de Ronde van Frankrijk 2019 werd verreden op 9 juli tussen Reims en Nancy. Deze etappe was wederom een kans voor de sprinters. Er waren geen noemenswaardige hindernissen, hoewel de Côte de Maron op vijftien kilometer van de streep niet onderschat mocht worden. De verwachting was dat er geen sprinters gelost zouden worden op deze klim. De etappe werd gewonnen door Elia Viviani die zijn eerste etappezege in de Tour boekte. Hij werd hiermee tevens een van de renners die in alle drie de Grote Rondes ten minste een etappezege behaalden.
| Reims – Nancy (215 km) |                    |                       |          |
| Plaats                 | Naam               | Ploeg                 | Tijd     |
| 1                      | Elia Viviani       | Deceuninck–Quick-Step | 5u09'20" |
| 2                      | Alexander Kristoff | UAE Team Emirates     | z.t.     |
| 3                      | Caleb Ewan         | Lotto Soudal          | z.t.     |
| 4                      | Peter Sagan        | BORA-hansgrohe        | z.t.     |
| 5                      | Dylan Groenewegen  | Team Jumbo-Visma      | z.t.     |
| 6                      | Mike Teunissen     | Team Jumbo-Visma      | z.t.     |
| 7                      | Giacomo Nizzolo    | Team Dimension Data   | z.t.     |
| 8                      | Jasper Stuyven     | Trek-Segafredo        | z.t.     |
| 9                      | Michael Matthews   | Team Sunweb           | z.t.     |
| 10                     | Christophe Laporte | Cofidis               | z.t.     |

| Algemeen klassement |                    |                       |           |
| Plaats              | Naam               | Ploeg                 | Tijd      |
| 1                   | Julian Alaphilippe | Deceuninck–Quick-Step | 14u41'39" |
| 2                   | Wout van Aert      | Team Jumbo-Visma      | + 20"     |
| 3                   | Steven Kruijswijk  | Team Jumbo-Visma      | + 25"     |
| 4                   | George Bennett     | Team Jumbo-Visma      | z.t.      |
| 5                   | Michael Matthews   | Team Sunweb           | + 40"     |
| 6                   | Egan Bernal        | Team INEOS            | z.t.      |
| 7                   | Geraint Thomas     | Team INEOS            | + 45"     |
| 8                   | Enric Mas          | Deceuninck–Quick-Step | + 46"     |
| 9                   | Greg Van Avermaet  | CCC Team              | + 51"     |
| 10                  | Michael Woods      | EF Education First    | z.t.      |

1e etappe ·
2e etappe ·
3e etappe ·
4e etappe ·
5e etappe ·
6e etappe ·
7e etappe ·
8e etappe ·
9e etappe ·
10e etappe ·
11e etappe ·
12e etappe ·
13e etappe ·
14e etappe ·
15e etappe ·
16e etappe ·
17e etappe ·
18e etappe ·
19e etappe ·
20e etappe ·
21e etappe
Startlijst · Eindstanden · Afbeeldingen